# هنری لوت
هنری لوت (فرانسوی: Henri Lhote‎؛ ۱ ژانویه ۱۹۰۳ – ۱ ژانویه ۱۹۹۱ میلادی) یک سیاح، مردم‌نگار، کارشناس در هنر پیش از تاریخ و انسان‌شناس اهل فرانسه بود.
کشفیات وی از غارنگاره‌های انسان‌های نخستین در صحرای بزرگ آفریقا و موریتانی ارزشمند و قابل توجه است.
لوت نظریه‌پرداز فضانوردان باستانی و اولیه بود و هنر ماقبل تاریخ را به عنوان شواهدی از وجود فضانوردان باستان در نظر گرفته است.